# Жордан Коельйо
Жордан Коельйо (фр.  Йорданія Coelho, 2 квітня 1992) — французький плавець.